# ۲۵ تصویر از مصائب یک انسان

قهرمان داستان رهبر یک شورش کارگری است

۲۵ تصویر از مصائب یک انسان (به انگلیسی: 25 Images of a Man's Passion)، یا مصائب یک انسان نخستین رمان بی‌کلام هنرمند فلاندری، فرانس ماسریل (۱۸۸۹–۱۹۷۲) است که برای نخستین بار در سال ۱۹۱۸ تحت عنوان فرانسوی 25images de la passion d'un homme منتشر شد. داستان این رمان در مورد یک جوان از طبقه کارگر است که علیه کارفرمای خود شورش می‌کند. این کتاب نخستین اثر از ده اثر مشابه از ماسریل است که به‌عنوان نخستین رمان بی‌کلام، ژانری که بیشترین محبوبیت خود را در دهه ۱۹۲۰ و ۱۹۳۰ در اروپا دید، در نظر گرفته می‌شود. ماسریل این کتاب را در سال ۱۹۱۹ با معروف‌ترین اثر خود به نام سفر پرشور ادامه داد.
ماسریل با خواندن ادبیات انقلابی سوسیالیستی بزرگ شده بود و سیاست خود را در مصائب یک انسان بیان کرد. این اثر سرشار از تصاویر است و انسان عادی نقش مسیح شهید را بازی می‌کند. اکسپرسیونیسم و چوب‌تراشی‌های قرون وسطی نقش مهمی در به‌وجود آمدن سبک بصری رمان دارند. نسخه‌های آلمانی این کتاب، که مقدمه‌های نویسندگانی مانند ماکس برود، هرمان هسه و توماس مان را داشت، دارای محبوبیت به‌خصوصی بود.

## تاریخچه
فرانس ماسریل (۱۹۷۲–۱۸۸۹) در یک خانواده فرانسوی زباندر بلانکنبرژ، بلژیک به دنیا آمد. هنگامی که پنج ساله بود پدرش درگذشت و مادرش با پزشکی در خنت ازدواج کرد، که اعتقادات سیاسی او بر روی ماسریل جوان تأثیر گذاشت. ماسریل با خواندن آثار مارکسیستی، سوسیالیستی و آنارشیستی از نویسندگانی مانند کارل مارکس و پیتر کروپوتکین بزرگ شد، و گاهی اوقات پدرخوانده‌اش را در تظاهرات سوسیالیستی همراهی می‌کرد. پس از یک سال اقامت در آکادمی هنرهای زیبا خنت در سال ۱۹۰۷، ماسریل برای تحصیل در رشته هنر به پاریس سفر کرد. در طول جنگ جهانی اول او داوطلبانه به عنوان مترجم صلیب سرخ در ژنو، کاریکاتورهای سیاسی روزنامه را نقاشی می‌کرد و در انتشار مجله‌ای به نام Les Tablettes همکاری داشت که در آن اولین چاپ‌های لوح چوبی خود را منشتر کرد.

## خلاصه داستان
۲۵ تصویر از مصائب یک انسان، داستان جوانی را روایت می‌کند که به بی‌عدالتی علیه طبقه کارگر در یک جامعه صنعتی اعتراض می‌کند. این مرد از مادری مجرد متولد می‌شود، به سختی امرار معاش می‌کند و با همکارانش مشغول به مشروب‌خوردن و فاحشه‌بازی هستند. او خود را با خواندن و گفتگو با همکارانش آموزش داده و به دلیل شورش علیه کارفرما توسط مقامات اعدام می‌شود.

بخش‌هایی از ۲۵ تصویر از مصائب یک انسان